# Molophilus (Molophilus) heteracanthus
Molophilus (Molophilus) heteracanthus is een tweevleugelige uit de familie steltmuggen (Limoniidae). De soort komt voor in het Australaziatisch gebied.